# Elaeagnus magna
Elaeagnus magna är en havtornsväxtart som beskrevs av Alfred Rehder. Elaeagnus magna ingår i släktet silverbuskar, och familjen havtornsväxter.

## Underarter
Arten delas in i följande underarter:
- E. m. nanchuanensis
- E. m. wushanensis